# Мазепа (опера)
„Мазепа“ е опера от Пьотър Илич Чайковски в 3 действия (6 сцени). Либретото е на В. Буренин по поемата "Полтава" на Пушкин. Действието се развива в Украйна в началото на XVIII век. Главните герои са историческите личности Иван Степанович Мазепа (1639 – 1709), хетмана на украинските казаци, и Василий Кочубей (ок. 1640 – 1708), украински благородник и държавник.

## Създаване
Операта е композирана между юни 1881 и април 1883 г. Либретото се основава на  Полтава, поема на Пушкин. Той базира историята си на исторически събития при Полтава, битката, в която цар Петър Велики побеждава шведския крал Карл XII. Пушкин се възползва от известна творческа свобода, за да създаде мощни герои и големи страсти. Например Кочубей (богатият казак, чиято дъщеря бяга с Мазепа) всъщност успява успешно да задържи Мария. Той предава Мазепа на царя четири години след като Мазепа поисква ръката ѝ.
Чайковски за първи път споменава идеята за опера, базирана на Полтава, на своя издател през лятото на 1881 г. Скоро той става обсебен от историята за трагична любов и политическо предателство и бързо създава четири песни плюс скица на дует, базиран на материал от неговата симфонична поема Ромео и Жулиета (тази музика по-късно става дуетът на Мазепа и Мария във 2-ро действие). Либретистът Буренин последва поемата на Пушкин, включвайки големи откъси от Полтава в либретото си, но Чайковски не е много доволен от работата му и прави някои свои промени. Василий Кандауров е автор на текста за арията на Мазепа във второ действие, втора сцена.
Либретото е преработвано отново и отново, дори след премиерите на операта. Избирайки да се съсредоточи основно върху любовната история в основата на операта, композиторът добавя героя Андрей, влюбено момче, чиято несподелена любов към красивата Мария придава на трагичната ѝ съдба особена острота.

## История на изпълнението
Премиерата се състои на 3 (15) февруари 1884 г. в Болшой театър в Москва под диригентството на Иполит Алтани, режисура на Антон Барцал, сценография на Матвей Шишков и Михаил Бочаров, балетмайстор Лев Иванов.
Няколко дни по-късно, на 7 (19) февруари, операта е изпълнена и  на сцената на Мариинския театър  с диригент Е. Направник в Санкт Петербург под диригентството на Едуард Направник.
И при двете представления произведението е брилянтно поставено, но помрачено от неравномерните вокални и актьорски способности на актьорския състав. Публиката обаче реагира топло и отзивите на критиката, поне в Москва, са добри. Братът на Чайковски, Модест, скрива истината за критиката, която операта получава в Санкт Петербург; когато най-накрая научил истината, Чайковски му пише, за да му благодари: „Ти се справи добре, истината можеше да ме убие“.

## Роли
| Роля                                                                 | Тип глас   | Премиера на актьорския състав 3 февруари, 1884 г. (Диригент: Иполит Алтани ) |
| -------------------------------------------------------------------- | ---------- | ---------------------------------------------------------------------------- |
| Иван Мазепа, хетман                                                  | баритон    | Богомир Корсов                                                               |
| Василий Кочубей                                                      | бас        | Павел Борисов                                                                |
| Любов, съпругата му                                                  | мецосопран | Александра Крутикова                                                         |
| Мария, тяхната дъщеря                                                | сопрано    | Емилия Павловская                                                            |
| Андрей                                                               | тенор      | Дмитрий Усатов                                                               |
| Орлик, поддръжник                                                    | бас        | Ото Фюрер                                                                    |
| Искра, приятел на Кочубей                                            | тенор      | П. Григориев                                                                 |
| Пиян казак                                                           | тенор      | Александър Додонов                                                           |
| Хор, тихи роли: казаци, жени, гости, слуги на Кочубей, монаси, слуги |            |                                                                              |

- - Strings: Violin I, Violin II, Violas, Cellos, and Double Basses
  - Woodwinds: Piccolo, 3 Flutes, 2 Oboes, Cor Anglais, 2 Clarinets (B-flat and A), 2 Bassoons
  - Brass: 4 Horns, 2 Trumpets, 3 Trombones, Tuba,
  - Perc

## Записи
- 1949 г., Василий Неболсин (диригент), Оркестър и хор на Болшой театър; Алексей Иванов (Мазепа), Нина Покровская (Мария), Иван Петров (Кочубей), Вера Давидова (Любов), Григорий Болшаков (Андрей), Всеволод Тютюнник (Орлик), Тихон Черняков (Искра)
- 1982 г., Фуат Мансуров (диригент), оркестър и хор на Болшой театър; Владимир Валайтис (Мазепа), Тамара Милашкина (Мария), Евгений Нестеренко (Кочубей), Ирина Архипова (Любов), Владислав Пявко (Андрей)
- 1993, Neeme Järvi (диригент), Симфоничен оркестър на Гьотеборг, Хор на Кралската опера в Стокхолм; Сергей Лейферкус (Мазепа), Лариса Дядкова (Любов), Галина Горчакова (Мария), Анатолий Кочерга (Кочубей), Сергей Ларин (Андрей), Ричард Маргисън (Искра), Монте Педерсон (Орлик), Хайнц Зедник (Пияният казак)
- 1996 г., Валери Гергиев (диригент), оркестър и хор на Опера Киров ; Николай Путилин (Мазепа), Ирина Лоскутова (Мария), Сергей Алексашкин (Кочубей), Лариса Дядкова (Любов), Виктор Луцюк (Андрей), Николай Гасиев (Пияният казак)
- Earl of Harewood, (Ed. & Rev.), The New Kobbé's Complete Opera Book . Ню Йорк: GP Putnam's Sons, 1976.
- Poznansky, Alexander; Langston, Brett, The Tchaikovsky Handbook: A guide to the man and his music. Indiana University Press, 2002, Vol. 1. Thematic Catalogue of Works, Catalogue of Photographs, Autobiography. 636 pages. ISBN 0-253-33921-9.
- Poznansky, Alexander; Langston, Brett, The Tchaikovsky Handbook: A guide to the man and his music. Indiana University Press, 2002. Vol. 2. Catalogue of Letters, Genealogy, Bibliography. 832 pages. ISBN 0-253-33947-2ISBN 0-253-33947-2.
- Program brochure of the performance of Mazeppa in 2006 by the Opéra National de Lyon at the Edinburgh International Festival.
- Taruskin, Richard, "Mazeppa" in Stanley Sadie (ed.), The New Grove Dictionary of Opera. New York, 1992. Vol. Four, pp. 287–288. ISBN 0-333-73432-7ISBN 0-333-73432-7 and ISBN 1-56159-228-5
- Zajaczkowski, Henry, An Introduction to Tchaikovsky's Operas, Praeger Publishers, 30 May 2005.   Hardcover ISBN 0-275-97949-0